# Palacio de Tryon
El Palacio de Tryon (en inglés: Tryon Palace) es una reconstrucción moderna del palacio histórico colonial real de los gobernadores de la provincia de Carolina del Norte, en lo que hoy es Estados Unidos. Fue reconstruido en la década de 1950 en el sitio de la mansión original que se encontraba en la ciudad de New Bern, Carolina del Norte. Hoy en día es un sitio histórico del estado. Los jardines del palacio son también bien conocidos.
Incluso antes de asumir el cargo de gobernador de Carolina del Norte, ya se habían elaborado planes para construir el palacio, después de asumir el cargo William Tryon trabajó con el arquitecto John Hawks durante 1764 y 1765 para diseñar una casa elaborada por el mismo. En diciembre de 1766, la legislatura de Carolina del Norte autorizó 5.000 libras para la construcción del palacio de Tryon.